# 鳥首狀器
鳥首狀器，又稱鳥頭狀器或鳥頭形器，是臺灣西南部地區鐵器時代蔦松文化中相當具有特色的器物。其器身呈筒狀，頂部造型猶如鳥嘴，側邊於頂部下方有一條縱向溝槽直通底部，底部平坦而中空，此外，器身上至少會帶有一個穿孔，有的是位於頂端的位置，也有的是位於側邊靠近頂部之處。鳥首狀器的名稱主要來自於其特殊如鳥喙一般的造型。

## 來源與族群關聯
考古研究顯示，鳥首狀器的存在是從鐵器時代一直延續到近代原住民文化時期的西拉雅文化，並且，在早期文獻中也曾留下了與其相似身影的紀錄。完成於日治末期的《安平縣雜記》當中便記錄了當時屬於西拉雅族大武壠社群「四社番作向」搭設公廨的情形：「各社、各莊均須設一向地公界（公廨），建築竹屋一間，屋上蓋以茅草，前後倒水，中作一脊，脊之左右角各用土做假鳥三隻，鳥身糊以竹模，鳥口啣以稻草（查其名曰「阿唵」）。」據此，有學者推測，此處記載的是用土做成的假鳥，也就是以泥土捏塑後經過燒製的陶器，而後，可能因為西拉雅族人漸趨漢化的緣故，失去了燒陶能力，改以木雕取代。

## 器物功用
鳥首狀器的功用，除了可能與公廨屋脊西側上的假鳥「阿唵」有關，帶有宗教性質以外，有一說認為是作為樂器或是響器（鈴鐺），這個看法是因為其長條形的器體就是整體發聲的共鳴室，器身側邊的溝槽則是出聲口，頂端位置的橫孔或貫穿頂部的穿孔應該是用來繫繩，以利於攜帶或是綁縛使用，而貫穿器體的縱向穿孔，則可能是用來繫綁撞鈴，並藉此發出聲響。此外，亦有一說認為它是用來織布或捕魚的實用性器物，由於器身上面帶有穿孔，可繫繩作為紡錘或網墜使用。然而，目前對於鳥首狀器的實際功能仍不明確，有待日後研究發現。